# Перниола, Марио
Марио Перниола (итал. Mario Perniola; 20 мая 1941, Асти, Италия — 9 января 2018) — итальянский философ

, профессор эстетики и писатель. Многие из его работ были изданы на английском языке.

## Биография
Марио Перниола родился в Асти, провинция Пьемонт, Италия. Изучал философию у Луиджи Парейсона в Университете Турина (окончил в 1965 году). В период лекций по философии встречался с Джанни Ваттимо, Умберто Эко, ставшими выдающимися учениками школы Парейсона. С 1966 по 1969 гг. был связан с международным авангардным движением Ситуационистов, основанным Ги Дебором, с которым М. Перниола поддерживал дружеские связи в течение нескольких лет. В 1976 году становится штатным профессором эстетики в Университете Салерно, а затем в Университете Рима «Тор Вергата», в котором он преподает с 1983 года.
Марио Перниола приглашался в качестве специалиста для чтения лекций во многие признанные на мировом уровне университеты и исследовательские центры, такие как Университет Стэнфорда (США), Высшая школа Социальных Наук (Париж), Университет Эдмонтона (Канада), Университет Киото (Япония), Университет Сан-Паулу (Бразилия), Университеты Сиднея и Мельборна (Австралия) и Национальный Университет Сингапура.
Марио Перниола является автором большого количества работ, многие из которых были переведены на английский и другие языки. Также он руководил журналами Agaragar (1971—1973), Clinamen (1988—1992), Estetica News (1988—1995). В 2000 году он основал журнал Agalma. Rivista di Studi Culturali e di Estetica, научный журнал культурных исследований и эстетики, издающийся 2 раза в год.
Широта взглядов, проницательность и многогранность мысли М. Перниола зарекомендовали его как одну из наиболее впечатляющих фигур на современной философской арене. Его книга Miracoli e traumi della comunicazione (2009) (Удивительное и трагическое в общении) заслужила много наград, среди которых престижная Премия Дэ Санктис. Обширная деятельность Марио Перниола включает в себя формулировку инновационных философских теорий, написание книг, преподавание эстетики и чтение лекций по всему миру.
Своё свободное время он посвящал родственникам и многочисленным друзьям в своей квартире-студии в Риме и старинном загородном доме на Албанских холмах к юго-востоку от города.

## Философия литературы
Начальный период карьеры Марио Перниола был сфокусирован на философии романа и теории литературы. В своей первой основной работе Il metaromanzo (с итал. — «Метароман», 1966), его докторской диссертации, М. Перниола полемизирует относительно того, что современный роман от Генри Джеймса до Бекетта обладает самоотносимым характером. Далее он утверждает, что роман повествует только о самом себе. Целью Марио Перниола было продемонстрировать философскую значимость данного литературного произведения и выявить его серьёзную культурную экспрессию. Обладатель итальянской Нобелевской премии по литературе Эудженио Монтале премировал Марио Перниола за его оригинальную критику романа..

## Контр-культурные исследования
Марио Перниола обладает не только душой учёного, но и анти-академическим задатками. Последнее подтверждается его интересом к альтернативным и трансгрессивным выражениям культуры. Его первой значительной работой в этом анти-академическом разрезе явилась L’alienazione artistica (с итал. — «Художественное отчуждение», 1971), размышление об идеях марксизма, вдохновлявших автора в то время. М. Перниола утверждает, что отчуждение суть не падение искусства, но состояние его существования как отличительной категории человеческой деятельности.
Вторая книга автора I situazionisti (с итал. — «Ситуационисты», 1972; переизданная под аналогичным названием издательством Castelvecchi, Рим, 1998) иллюстрирует его интерес к авангарду и деятельности Ги Дэбора. М.Перниола выражает своё мнение относительно международного движения Ситуационистов и Постситуационистов, в котором он лично принимал участие с 1966 года по 1969 год. Также в данной работе автор проливает свет на некоторую конфликтность, характеризовавшую членов движения.
В журнале Agaragar (издававшемся с 1971 года по 1972 год) продолжается постситуационистская критика капиталистического и буржуазного общества. Затем М. Перниола публикует книгу о французском писателе Жорже Батайе George Bataille e il negativo (с итал. — «Жорж Батай и негативное», Милан: Feltrinelli, 1977; ). Негативное здесь воспринимается как двигатель истории.

## Постструктуралистские исследования
В 1980 году Марио Перниола вносит один из самых проникновенных вкладов континентальную философскую мысль. В свою работу Dopo Heidegger. Filosofia e organizzazione della cultura (с итал. — «После Хайдеггера. Философия и организация культуры», 1982), рассуждая о Мартине Хайдеггере и Антонио Грамши, автор включает теоретический дискурс о социальной организации. Фактически приводятся доводы в пользу возможности установления новаторских взаимоотношений между культурой и обществом в Западной цивилизации. Так как ранее существовавшие отношения между метафизикой и церковью, диалектикой и государством, наукой и профессией были разрушены, философия и культура указывают путь для преодоления нигилизма и популизма, характеризующих современное общество.
Ritual Thinking. Sexuality, Death, World (2001) это составное издание на английском языке, содержащее части двух работ, изданных на итальянском языке в 1980-х, а именно La società dei simulacri (с итал. — «Общество знаков», 1980) и Transiti. Come si va dallo stesso allo stesso (с итал. — «Переходность. Как перейти от одного к тому же», 1985). Теория образов М. Перниолы рассматривает логику соблазна, исследуемую также и Жаном Бодрияром. Несмотря на то, что соблазн сам по себе пуст, его источник кроется в конкретном историческом контексте. Имитация, в свою очередь, предоставляет нам образы без относительно того, что они в действительности изображают или к чему относятся. «Образы это имитации, потому что они соблазняют, и именно благодаря своей пустоте производят должный эффект». Далее автор демонстрирует роль изображений в многообразии культурных, эстетических и социальных контекстов. Понятие переходности кажется здесь наиболее подходящим для того, чтобы уловить культурные аспекты технологий, изменивших современное общество. Переходность — от одного к тому же — избегает диалектического противопоставления, «низвергающего мистифицирующий метафизический образ мышления».

## Постгуманитарные исследования
В 1990-х годах Марио Перниола включает в новые аспекты в область своих исследований. В работе Del sentire (с итал. — «O чувствовании», 1991) автор исследует инновационные пути чувствования, не имеющие ничего общего с предыдущими, рассматривавшимися с XVII по XX века. М. Перниола полагает, что, начиная с 1960-х годов, возникает такое понятие как сенсология. Данный подход требует безличностного эмоционального мира, характеризующегося анонимным переживаемым опытом, в котором все предстает как уже само собой прочувствованное. Единственной альтернативой здесь представляется возврат к миру классики и, в особенности, к Древней Греции.
В издании Il sex appeal dell’inorganico (с итал. — «Сексапил неорганического», 1994; издание на английском языке, 2004) М. Перниола помещает рядом философию и сексуальность. Современная способность сопереживать изменила взаимоотношения между человеком и предметным миром. Секс понимается здесь вне тела и не как собственно акт. Органический тип сексуальности заменяется нейтральным, неорганическим и искусственным, безразличным к красоте, возрасту и форме. Данная работа М. Перниолы исследует роль эроса, желания и сексуальности в современном эстетическом опыте и влияние технологий. Это своего рода наставление на путь нового мышления, открывающего новые перспективы нашей современной реальности. Наиболее удивительная черта М. Перниолы это возможность совместить строгую интерпретацию философской традиции с размышлением о «секси». Он ведет речь о таких вещах как сексуальные отношения без оргазма, климакс и разного рода сексуальные высвобождения от напряжённости. Он говорит об отверстиях и органах, формах развязности, идущих наперекор установленным образцам взаимности.
Однако, рассуждая о кантианстве, М. Перниола утверждает, что супруги это вещи, потому что «в супружестве один доверяет целиком и полностью себя другому для того, чтобы приобрести полные права на личность партнера».
В работе L’arte e la sua ombra (2000) (с итал. — «Искусство и его тень»; Art and Its' Shadow, London-New York, Continuum, 2004) автор предлагает альтернативную интерпретацию такого понятия как «знак», имеющего длительную историю в философской мысли . В процессе анализа современного искусства и кинематографа М. Перниола исследует то, каким образом искусство продолжает выживать в мире массовых средств коммуникации и репродуцирования. Он отстаивает позицию, что смысл искусства следует искать в знаках, оставленных в процессе становления искусства, массовых коммуникаций, рынка и средств массовой информации.

## Эстетика
Научная работа Марио Перниолы также охватывает вопросы истории и теории эстетики. В 1990 году он опубликовал работу Enigmi. Il momento egizio nella società e nell’arte, (с итал. — «Тайны. Египетский момент в обществе и искусстве»; Enigmas. The Egyptian Moment in Society and Art, London-New York, Verso, 1995), в которой он анализирует иные формы чувствования, существующие между человеком и предметным миром. М. Перниола утверждает, что наше общество проживает «Египетский момент», ознаменованный процессом опредмечивания. Как продукты высоких технологий начинают всё более и более приобретать органические черты, так и человечество превращается в вещь, в том смысле, что оно неуклонно начинает себя олицетворять сугубо как объект.
Издание L’estetica del Novecento (с итал. — «Эстетика XX века», 1997) демонстрирует оригинальный подход и новую критику основных теорий эстетики, охарактеризовавших прошлое столетие. Автор прослеживает шесть основных эстетических направлений — эстетику жизни, формы, знания, действия и чувства.
В работе Del sentire cattolico. La forma culturale di una religione universale (с итал. — «O католическом чувстве. Форма культуры универсальной религии», 2001) М. Перниола делает акцент на культурный лик католицизма, нежели на моралистический либо догматический. Он предлагает идею «католицизма без ортодоксии» и «веры без догматизма», способную придать католичеству возможность быть воспринятым в качестве универсального ощущения культуры.
В обширном труде Strategie del bello. Quarant’anni di estetica italiana (1968—2008) (с итал. — «Стратегии красоты. Сорок лет итальянской эстетики (1968—2008)», 2009) анализируются основные эстетические теории, отражающие трансформации, происходившие в истории Италии начиная с 1960 г. Данное издание М. Перниолы проливает свет на взаимоотношения исторических, политических и антропологических черт эпохи и характер их критики. Кроме того, автор настаивает на том, что знания и культура должны занять привилегированную позицию в современном обществе, и именно они должны бросить вызов высокомерию правящих кругов, дерзости издателей, вульгарности СМИ и жульничеству плутократов.

## Философия коммуникаций
Обширные теоретические интересы Марио Перниолы включают в себя и философию коммуникаций. В работе Contro la comunicazione (с итал. — «Против коммуникации», 2004) он анализирует происхождение, механизмы, динамику массовых коммуникаций и их дегенерирующий эффект. В издании Miracoli e traumi della comunicazione (с итал. — «Удивительное и трагическое в общении», 2009) рассматриваются необъяснимые эффекты коммуникации, начиная с 1960-х годов, фокусируются четыре ими «порождаемых события». Это студенческие забастовки 1968 года, революция в Иране 1979-го года, падение Берлинской стены в 1989 году и атака башен-близнецов 11 сентября. Каждый из этих эпизодов рассматривается на фоне поразительных и травматических последствий, в которых СМИ размыли границы между реальным и невозможным, высокой и массовой культурой, упадком профессионализма и успехом популизма, смазали истинность роли алкоголизма и наркомании, последствий влияния Интернета на современную культуру и общество, и, не в последнюю очередь, роль рейтингов «кто есть кто», в которых порнозвезды, кажется, достигли самых высоких позиций.

## Избранные работы на английском языке

### Книги
- Più che sacro, più che profano. Milano, Mimesis, 1992
- Enigmas. The Egyptian Moment in Society and Art, translated by Christopher Woodall, preface to the English Edition by the author, London-New York, Verso, 1995, ISBN 1-85984-061-2.
- Ritual Thinking. Sexuality, Death, World, foreword by Hugh J. Silverman, introduction and translation by Massimo Verdicchio, with the author’s introduction, Amherst (USA), Humanity Books, 2000, ISBN 1-57392-869-0.
- Art and Its' Shadow, foreword by Hugh J.Silverman, translated by Massimo Verdicchio, London-New York, Continuum, 2004, ISBN 0-8264-6243-X.
- The Sex-appeal of the Inorganic, translated by Massimo Verdicchio, London-New York, Continuum, 2004, ISBN 0-8264-6245-6.

### Статьи
- «Time and time again», Artforum, (April) 1983.
- «The difference of the Italian Philosophical Culture», Graduate Faculty Philosophy Journal, New School for Social Research, New York, 1984.
- «Logic of Seduction», NMA, n 3, MAGAZINE, 1984.
- «Mimetic Art», Krisis, (Houston), 1985, n. 3-4.
- «Post-political Styles», Differentia, 1986, Autumn.
- «Venusian Charme», «Decorum and Ceremony». Giovanna Borradori, ed., Recoding Methaphysics. The New Italian Philosophy, Evanston:Northwestern University Press, 1988.
- «Between Clothing and Nudità», Zone, 1989, n. 4.
- «Behond Postmodernity», Differentia, 1989, Spring-Autumn.
- «Beauty is like a Lightning Bolt», Walter De Maria, Stockholm, Moderna Museet, 1989.
- «Critical Reflections», Artforum, 1991, Summer.
- «Enigmas of Italian Temperament», Differentia, 1991, n. 5.
- «Primordial Graffiti», Differentia, 1991, n. 5.
- «Urban, more than urban», Topographie, Wien, 1991, and in Strata, Helsinki, 1992.
- «Excitement», Frederikborgmuseet, 1994.
- «Rituals in Exhibition», Haim Steinbach. Catalog edited by the Galleria d’Arte del Castello di Rivoli, Milano, Charta, 1995.
- «Towards Visual Philosophy», The 6th International Video Week, Genève 1995.
- «Burri and Aesthetics», Burri, Milano, Electa 1996.
- «Style, narrative and post-history» (with Arthur Danto and Demetrio Paparoni), Tema celeste, May-June, 1997.
- «Sex appeal of the Inorganic», (with Contardi), Journal of European Psychoanalysis, n. 3-4, (Spring 1996-Winter 1997).
- «An Aesthetic of the Grand Style: Guy Debord», Substance, 1999, n.90.
- «Cultural Turns in Art. Art between parasitism and admiration», RES, 41, Spring, 2002.
- «Feeling the Difference», James Swearingen, Johanne Cutting-Gray, ed., Feeling the Difference, Extreme Beauty. Esthetics, Politics, Death. New York-London, Continuum, 2002.
- «The Cultural Turn and Ritual Feeling in Catholicism», Paragrana, Berlin, 2003, n.1-2. Republished as «The Cultural Turn in Catholicism», The Dialogue. Yearbook of Philosophical Hermeneutics, Reason and Reasonabless (Riccardo Dottori ed.), Münster, Lit Verlag, 2005. Published also in Henning Laugerud & Laura Katrine Skinnebach, eds., Instruments of devotion. The Practices and objects of Religiois Piety from the Late Middle Ages to the 20th Century, Aarhus University Press, 2007, pp. 45-60 ISBN 978-87-7934-200-2.
- «Remembering Derrida», Substance, (Univ. of California), 2005, n. 1, issue 106, pp. 48-49.
- «The Japanese juxtaposition», European Review, 2006, vol. 14, no.1, pp. 129-34.
- «New York. Vamp City»', Celant, G., & Dennison, L., (eds.), New York, New York. Fifty Years of Art, Architecture, Cinema, Performance, Photography and Video, Milan, Skira, 2006.
- «Cultural Turns in Aesthetics and Anti-Aesthetics», Filozofski Vestnik (ed. Aleš Erjacev), vol. XXVIII, Number 2, 2007, pp. 39-51.